# 군드라흐후티아
군드라흐후티아 또는 채프먼잡는꼬리후티아(Mysateles gundlachi)는 후티아과에 속하는 설치류의 일종이다. 잡는꼬리후티아의 아종으로 간주하기도 한다. 쿠바의 저지대 습윤 숲에서 서식한다. 서식지 감소로 위협을 받고 있다.